# Monte dell'Ascensione
Monte dell'Ascensione este o arie protejată (arie specială de conservare — SAC, sit de importanță comunitară — SCI) din Italia întinsă pe o suprafață de 1.152 ha, integral pe uscat.

## Localizare
Centrul sitului Monte dell'Ascensione este situat la coordonatele 42°55′15″N 13°34′21″E / 42.920833°N 13.5725°E.

## Înființare
Situl Monte dell'Ascensione a fost declarat sit de importanță comunitară în iunie 1995 pentru a proteja 12 specii de animale. Situl a fost protejat și ca arie specială de conservare în aprilie 2016.

## Biodiversitate
Situată în ecoregiunea continentală, aria protejată conține 11 habitate naturale: Păduri de stejar alb estice, Păduri de fag din Apenini cu Taxus și Ilex, Pajiști uscate seminaturale și facies de acoperire cu tufișuri pe substraturi calcaroase (Festuco-Brometalia) (* situri importante pentru orhidee), Liziere de ierburi înalte hidrofile de câmpie și de nivel montan până la alpin, Galerii de Salix alba și de Populus alba, Păduri termofile cu Fraxinus angustifolia, Pseudostepă cu ierburi și specii anuale de Thero-Brachypodietea, Fânețe de joasă altitudine (Alopecurus pratensis, Sanguisorba officinalis), Păduri de Quercus ilex și Quercus rotundifolia, Râuri cu maluri nămoloase cu vegetație de Chenopodion rubri p.p. și Bidention p.p., Păduri de Castanea sativa.
La baza desemnării sitului se află mai multe specii protejate:
- păsări (11): șorecarul comun (Buteo buteo), Falco biarmicus, vânturel roșu (Falco tinnunculus), sfrâncioc roșiatic (Lanius collurio), ciocârlie de pădure (Lullula arborea), mierlă de piatră (Monticola saxatilis), pietrar sur (Oenanthe oenanthe), codroș de munte (Phoenicurus ochruros), codroșul de pădure (Phoenicurus phoenicurus), mărăcinar negru (Saxicola torquatus), mierlă gulerată (Turdus torquatus)
- amfibieni (1): Triturus carnifex

Pe lângă speciile protejate, pe teritoriul sitului au mai fost identificate 1 specie de plante, 1 specie de mamifere, 2 specii de reptile.